# Amauris neavei
Amauris neavei är en fjärilsart som beskrevs av Edward Bagnall Poulton 1929. Amauris neavei ingår i släktet Amauris och familjen praktfjärilar. Inga underarter finns listade i Catalogue of Life.